# Parmaturus pilosus
Parmaturus pilosus är en hajart som beskrevs av Garman 1906. Parmaturus pilosus ingår i släktet Parmaturus och familjen rödhajar. IUCN kategoriserar arten globalt som otillräckligt studerad. Inga underarter finns listade i Catalogue of Life.